# SkCube
skCube (anglická výslovnost [ˌesˈkjuːb]) byl projekt první slovenské vesmírné družice. Na oběžnou dráhu Země byla vypuštěna 23. června 2017. Zanikla vstupem do hustších vrstev atmosféry 12. listopadu 2023.

## Popis
Jednalo se o malý satelit, tzv. nanosatelit typu CubeSat, s hmotností přibližně 1 056 g a rozměry 10×10×13,5 cm. Družice byla od roku 2011 vyvíjena Slovenskou organizací pro vesmírné aktivity (SOSA). Hlavním vědeckým experimentem byl VLF přijímač pro detekci signálů v rozmezí 3–30 kHz (velmi dlouhé vlny), produkovaných mj. tzv. nadoblačnými (ionosférickými) blesky (angl. Transient Luminous Events – TLE). Další úlohou družice bylo snímkování Země.

## Průběh mise
Na oběžnou dráhu ji vynesl indický nosič PSLV. Byla vypuštěna 23. června 2017 z kosmodromu Šríharikota na východním pobřeží Indie. Vypuštění proběhlo úspěšně a s družicí se podařilo navázat spojení. V noci ze 7. na 8. července, přibližně 15 dní po vypuštění, však došlo k poruše palubního počítače, která byla pravděpodobně způsobena kosmickou radiací. Ta zabránila dalšímu provádění experimentů. Družice však byla nadále funkční a komunikace s ní probíhala až do 12. ledna 2019, kdy se satelit odmlčel nadobro. Dle vyjádření zástupců SOSA se podařilo provést 19 z 21 plánovaných experimentů.